# Lotoshino
Lotoshinó (en ruso: Лотошино́) es una localidad del óblast de Moscú, en Rusia. Centro administrativo del raión homónimo, está ubicada a orillas del río Lob (cuenca del Volga), 34km al noroeste de la estación de ferrocarril Volokolamsk. Cuenta con una población de 5103 habitantes (2010).

## Historia
El lugar es mencionado por primera vez en la Crónica de Nikon de 1478, como parte del principado de Tver. Ya en el siglo XVI se había convertido en un lugar de gran desarrollo comercial, y  bajo el Imperio ruso fue un asentamiento dentro del uyezd de Volokolamsk de la gubernia de Moscú. En 1792 se edificó la primera iglesia de piedra (La Iglesia de la Transfiguración), que luego sería destruida (1936). En 1812, por órdenes del príncipe Igor Mecherski,  se construyó en la localidad la primera fábrica de queso de Rusia. Se convirtió en centro administrativo de raión en 1929, cuando fue fundado el óblast de Moscú. Recibió el estatus de pueblo en 1951.
Es el centro administrativo de raión menos poblado en todo el óblast de Moscú.

## Economía
El eje económico de la localidad se basa en la industria alimentaria, forestal, lechera y la destilación de alcohol. Cuenta también con empresas de biotecnología.